# Филистово (Опочецкий район)
Филистово — деревня в Опочецком районе Псковской области России. Входит в состав Звонской волости.
Расположена в 18 км к юго-востоку от города Опочка.
Численность населения по состоянию на 2000 год составляла 14 человек, на 2012 год — 4 человека.